# Wasił Radosławow
Wasił Christow Radosławow (bułg. Васил Христов Радославов; ur. 27 lipca 1854 w Łoweczu, zm. 21 października 1929 w Berlinie) – bułgarski prawnik i polityk, lider Partii Liberalnej (1887–1918), deputowany do Zwyczajnego Zgromadzenia Narodowego 2. (1880) 4. (1884–1886), 8. (1894–1896), 10. (1899–1900), 15. (1911–1913), 16. (1913) i 18. kadencji (1919–1920) oraz Wielkiego Zgromadzenia Narodowego 3. (1886-1887) i 5. kadencji (1911), minister sprawiedliwości (1884-1886 i 1894), spraw wewnętrznych (1886–1887 i 1899–1900), spraw wewnętrznych i zdrowia publicznego (1913–1915), oświaty narodowej (1894), spraw zagranicznych i wyznań wiary (1915–1918), dwukrotnie premier Bułgarii (1886–1887 i 1913–1918).

## Życiorys

### Wykształcenie i praca zawodowa
Urodził się w rodzinie nauczyciela i aktywnego działacza okresu bułgarskiego odrodzenia narodowego, Christa Popowicza. Podstawową edukację odebrał w rodzinnym Łoweczu, następnie uczył się w Gimnazjum im. Apliłowa (bułg. Априловската гимназия) w Gabrowie, w Píseku (1872) i w Pradze, gdzie w 1875 uzyskał średnie wykształcenie. Jednocześnie pracował jako nauczyciel w Tetewenie (1868), Gabrowie (1871) i Łoweczu (1875–1876). Po wyzwoleniu Bułgarii wyjechał do Wiednia, gdzie studiował prawo, zaś w 1882 w Heidelbergu obronił doktorat. Następnie powrócił do ojczyzny i wykonywał zawód adwokata. W 1884 został członkiem rzeczywistym Bułgarskiego Towarzystwa Literackiego (obecnie Bułgarska Akademia Nauk).

### Kariera polityczna

#### Lata 1880–1903
W 1880, wciąż jeszcze będąc studentem, został wybrany do Zwyczajnego Zgromadzenia Narodowego 2. kadencji. Swoją karierę wcześnie związał z Partią Liberalną, zwłaszcza z jej skrajnym skrzydłem, w którym główną rolę odgrywali Petko Karawełow i Stefan Stambołow. W maju 1884 ponownie dostał się do parlamentu (4. kadencji), po czym objął urząd ministra sprawiedliwości w rządzie Karawełowa. Wkrótce po przyłączeniu do Księstwa Bułgarii Rumelii Wschodniej (wrzesień 1885), 18 grudnia 1885 wprowadził na terenie Rumelii przepisy prawne obowiązujące w Bułgarii. Jego decyzja postawiła gabinet rządowy w niezręcznej sytuacji, gdyż państwa zachodnie nie uznały jeszcze aneksji, zaś Rosja była jej wręcz przeciwna.
Stopniowe pogarszanie się stosunków dyplomatycznych między Bułgarią i Rosją, która domagała się abdykacji Aleksandra I ze stanowiska księcia, doprowadziło do przyjęcia przez Radosławowa postawy rusofoba i nacjonalisty. Jego niechęć do Rosji stała się wkrótce jedną z przyczyn zerwania wieloletniej współpracy z Petkiem Karawełowem.
Po zamachu stanu dokonanym przez prorosyjsko nastawionych wojskowych, w wyniku którego książę Aleksander I został pozbawiony władzy, Radosławow zdecydowanie poparł działania Stambołowa zmierzające do odsunięcia przewrotowców od sprawowania rządów w Księstwie. Dzięki temu 28 sierpnia 1886 otrzymał nominację na stanowisko premiera kraju. Miał wówczas tylko 32 lata, co czyni go najmłodszym szefem rządu w historii Bułgarii. Gabinet Radosławowa kontynuował walkę z rusofilsko nastawionymi oficerami i dążył do ograniczenia wpływów Rosji na swoją politykę.
W 1887 zarysował się poważny konflikt między premierem a Radą Regentów, w której pierwsze skrzypce grał Stambołow, odnośnie do wyboru nowego księcia. Radosławow opowiadał się za przywróceniem Aleksandra I, podczas gdy jego oponent nalegał na wybór Ferdynanda I Koburga. Ostatecznie Wielkie Zgromadzenie Narodowe 7 lipca 1887 zdecydowało o nominacji Ferdynanda I. Trzy dni później premier został zdymisjonowany.
W ciągu następnych siedmiu lat Radosławow stał na czele opozycyjnego wobec dyktatury Stambołowa, nacjonalistycznego skrzydła Partii Liberalnej, nazywanego radosławistami (bułg. радослависти). Jako lider opozycji doprowadził do założenia w 1888 gazety „Народни права” (w tłum. Prawa Narodowe), na łamach której publikował m.in. Petko Sławejkow.
Po upadku reżimu Stambołowa wszedł w skład gabinetu Konstantina Stoiłowa, obejmując w maju 1894, po raz drugi w swej karierze, urząd ministra sprawiedliwości. Na skutek tarć między członkami rządu w grudniu tego samego roku został zdymisjonowany.
W następnych latach poświęcił się umocnieniu znaczenia Partii Liberalnej na scenie politycznej kraju. W lipcu 1895 zwołał 1. kongres członków ugrupowania, ponadto zaangażował się w przygotowanie jego programu politycznego, który objął m.in. żądanie zliberalizowania konstytucji, obniżenia podatków, zapewnienia bezpłatnego szkolnictwa i pomocy medycznej oraz umocnienia krajowych struktur samorządowych.
Przeprowadzone w 1899 wybory parlamentarne przyniosły liberałom zwycięstwo, co pozwoliło Dimityrowi Grekowowi i Todorowi Iwanczowowi na sformowanie koalicyjnych rządów. W obu tych gabinetach Radosławow piastował stanowisko ministra spraw wewnętrznych. Rządy liberałów cechowały się pasmem afer gospodarczych i krwawych buntów chłopskich w obronie podatku gruntowego (zamiast proponowanego przez rząd dziesięcioprocentowego). W efekcie po 1901 Partia Liberalna na prawie 12 lat utraciła wpływ na politykę kraju. Sam Radosławow, wraz z kilkoma innymi byłymi ministrami, w 1903 był sądzony przez tzw. Sąd Państwowy za naruszenie zasad konstytucji podczas sprawowania urzędu. W czerwcu otrzymał wyrok 8 miesięcy pozbawienia wolności, ale na przełomie 1903 i 1904 został amnestionowany.

#### Lata 1913–1918
W połowie lipca 1913, kiedy klęska Carstwa Bułgarii w trwającej od kilku tygodni II wojnie bałkańskiej była praktycznie nieuchronna, Radosławow otrzymał od cara Ferdynanda I misję utworzenia nowego rządu. Tym samym po 27 latach ponownie stanął na czele gabinetu, obejmując także urząd ministra spraw wewnętrznych i zdrowia publicznego, a później spraw zagranicznych i wyznań wiary. Jako premier wziął udział w trudnych negocjacjach pokojowych, zakończonych ocaleniem niepodległości za cenę strat terytorialnych. 29 czerwca 1914 podpisał umowę o pożyczce 500 mln lewów od banku Disconto-Gesellschaft na potrzeby wojska. Jak się później okazało, umowa była wyjątkowo niekorzystna dla Bułgarii, co spowodowało posądzenie premiera o korupcję.
Po wybuchu I wojny światowej obrał kurs ku współpracy z Niemcami i Austro-Węgrami, zaś na przełomie sierpnia i września 1915 włączył Carstwo Bułgarii do obozu państw centralnych. W październiku tego samego roku Bułgaria wypowiedziała wojnę Serbii i przystąpiła do działań wojennych na dwóch frontach. Mimo początkowych sukcesów wojsk bułgarskich siły Ententy ostatecznie zaczęły zwyciężać, zmuszając rząd Carstwa do szukania okazji do zawieszenia broni. Jeszcze przed jego podpisaniem Radosławow 21 czerwca 1918 podał się do dymisji, zaś wkrótce po ogłoszeniu wyjątkowo ciężkich dla kraju warunków rozejmu w Salonikach (29 września 1918) wyemigrował do Niemiec. Niedługo potem Partia Liberalna (Radosławiści) rozpadła się, a jej resztki włączyły się do nowo utworzonej Partii Nacjonalno-Liberalnej.
Po 1918 Radosławow nie powrócił już do ojczyzny. W 1922 został zaocznie osądzony i skazany na karę dożywotniego więzienia za klęskę Bułgarii w I wojnie światowej. Ostatnie lata życia spędził w Niemczech, pisząc pamiętniki i utrzymując się z pensji przyznanej mu przez rząd niemiecki. Na krótko przed śmiercią, 29 czerwca 1929, otrzymał ułaskawienie od cara Borysa III. 3 listopada tego samego roku pochowano go z honorami w Sofii.

## Funkcje sprawowane przez Radosławowa w Radzie Ministrów
Wasił Radosławow zajmował następujące stanowiska w rządach Bułgarii (w porządku chronologicznym):
- w drugim rządzie Petka Karawełowa
  - minister sprawiedliwości (12 lipca 1884 – 24 lipca 1886)
- w tymczasowym rządzie Petka Karawełowa
  - minister spraw wewnętrznych (24 sierpnia 1886 – 28 sierpnia 1886)
- w swoim pierwszym rządzie
  - premier (28 sierpnia 1886 – 10 lipca 1887)
  - minister spraw wewnętrznych (28 sierpnia 1886 – 10 lipca 1887)
  - tymczasowo na czele Ministerstwa Finansów (30 listopada 1886 – 10 lipca 1887)
- w drugim rządzie Konstantina Stoiłowa
  - minister sprawiedliwości (31 maja 1894 – 29 września 1894)
  - tymczasowo na czele Ministerstwa Oświaty Narodowej (31 maja 1894 – 29 września 1894)
  - minister oświaty narodowej (29 września 1894 – 21 grudnia 1894)
- w rządzie Dimityra Grekowa
  - minister spraw wewnętrznych (30 stycznia 1899 – 13 października 1899)
- w pierwszym rządzie Todora Iwanczowa
  - minister spraw wewnętrznych (13 października 1899 – 10 grudnia 1900)
- w swoim drugim rządzie
  - premier (17 lipca 1913 – 2 stycznia 1914)
  - minister spraw wewnętrznych i zdrowia publicznego (17 lipca 1913 – 2 stycznia 1914)
  - tymczasowo na czele Ministerstwa Spraw Zagranicznych i Wyznań Wiary (30 grudnia 1913 – 2 stycznia 1914)
- w swoim trzecim rządzie
  - premier (5 stycznia 1914 – 21 czerwca 1918)
  - tymczasowo na czele Ministerstwa Spraw Zagranicznych i Wyznań Wiary (5 stycznia 1914 – 4 października 1915)
  - minister spraw zagranicznych i wyznań wiary (4 października 1915 – 21 czerwca 1918)
  - minister spraw wewnętrznych i zdrowia publicznego (5 stycznia 1914 – 4 października 1915)
  - tymczasowo na czele Ministerstwa Spraw Wewnętrznych i Zdrowia Publicznego (7 września 1916 – 21 czerwca 1918)